# Гладиатор (албум)
Вижте пояснителната страница за други значения на Гладиатор.
Гладиатор е третият и най-успешен албум на рок група „Импулс“. Това е един от първите български хевиметъл албуми. В този албум са записани и песните „Картина“ и „Остани“ от албума „380 волта“, само че с нови текстове и аранжимент. „Гладиатор“ надхвърля много пъти тиража си и е преиздаван 2 пъти. Групата записва албума в следния състав: Георги Енчев (вокал и соло китара), Емил Стефанов - Фашиста (ударни), Владимир Михайлов (бас китара) и Илия Кънчев (клавир).
Песента „Всекидневие“ е изпята и от чешката група Титаник с Георги Енчев в състава си под заглавието „Služebníci blbosti“ и влиза в албума „Abel“ от 1990 г.

## Песни в албума
1. Гладиатор
2. Видео неделя
3. Остани
4. Две очи
5. Стига вече
6. Борба за любов
7. Картина
8. Кръстопът
9. Жена
10. Всекидневие